# Anugul
Anugul là một thị xã và là nơi đặt ủy ban khu vực quy hoạch (notified area committee) của quận Anugul thuộc bang Orissa, Ấn Độ.

## Nhân khẩu
Theo điều tra dân số năm 2001 của Ấn Độ, Anugul có dân số 38.022 người. Phái nam chiếm 55% tổng số dân và phái nữ chiếm 45%. Anugul có tỷ lệ 80% biết đọc biết viết, cao hơn tỷ lệ trung bình toàn quốc là 59,5%: tỷ lệ cho phái nam là 84%, và tỷ lệ cho phái nữ là 74%. Tại Anugul, 11% dân số nhỏ hơn 6 tuổi.